# Lanciano
Lanciano er en by i provinsen Chieti, der indgår i regionen Abruzzo i Italien. Indbyggertallet er 36.389.
Byen er kendt som det sted hvor man første gang (i 700-tallet) registrerede "Det eucharistiske mirakel", hvilket vil sige at brød og vin under nadveren blev påstået forvandlet til kød og blod.

## Historie
De ældste spor af mennesker i området stammer helt tilbage fra det 5. årtusinde f.Kr. Som så mange andre italienske byer har Lanciano en vidtløftig legende om sin grundlæggelse. Ifølge den er byen grundlagt i 1181 f.Kr. af Solimus, der flygtede fra Troja sammen med Æneas. De romerske geografer og historikere kaldte byen for Anxanum og berettede at den tilhørte den italiske stamme frentanerne.
Man mener at frentanerne havde en del kontakt med de græske kolonier i Syditalien. Kontakten med romerne kom i form af de samniske krige, der endte med at frentanerne efter at have tabt til romerne måtte gå ind på at blive deres forbundsfæller i 304 f.Kr.. Da krigene var ovre, fik Anxanum status som municipium af anden grad, det vil sige uden stemmeret til beboerne. Den var formentlig en blomstrende handelsby i kraft af sin placering langs vejen der forbinder Abruzzo med Apulien.
Ifølge traditionen er Lanciano fødested for den romerske centurion (officer) der stødte sit spyd ind i siden på Jesus under korsfæstelsen. Lanciano tolkes her som en afledning af ordet lancia (moderne italiensk lanza), "lanse".
Senere, da det vestromerske rige brød sammen, blev Lanciano plyndret af goterne, og byen blev helt ødelagt da longobarderne invaderede den cirka år 571. De nye herskere byggede en borg på stedet, og der voksede en ny by op omkring den. I 610 skiftede byen ejer igen, idet byzantinerne erobrede den. I det 8. århundrede kom et nyt hold herskere, idet frankerne erobrede byen og gjorde den til en del af hertugdømmet Spoleto.
I 1060 erobrede Normannerne byen og gjorde den til et af de administrative centre i deres kongerige i Syditalien. I denne periode, i det 11. århundrede, blev byen væsentligt udbygget, blandt andet med den nye bydel Civitanova. I det 12. århundrede blev der opført nye bymure, og der var adgang til byen via ni porte, hvoraf én er bevaret. Lanciano blomstrede op, og mens de tysk-romerske kejsere regerede området, fik byen vigtige privilegier af både kejser Frederik 2. og hans søn Manfred. Privilegierne betød at byen fik egen magistrat og ret til et betydeligt selvstyre. Da franskmændene kom til, bestemte Karl 1. af Sicilien at en del af byens indtægter skulle gå direkte til Peterskirken i Rom. I 1340 var Lanciano den største by i Abruzzo, med 6.500 indbyggere, og den var kendt for fremstilling af keramik, uld, silke, guldarbejde og smedearbejde. Et af smedenes specialer var nåle, og der findes flere samtidige optegnelser der omtaler nålene fra Lanciano. I slutningen af det 14. århundrede fik byen tilladelse til at opføre sin egen havn ved San Vito. Havnen blev aldrig bygget, men sagen afstedkom store stridigheder med den nærliggende havneby Ortona.
I middelalderen skiftede byen navn. Det latinske Anxanum blev til Anxano, og derpå Anciano. Lige som i L'Aquila satte man et "L" foran, og endte med det nuværende navn Lanciano. L' er en sammentrækning af "le" eller "la" (svarende til engelsk "the"), og Lanciano er derfor "Anciano'en", så den tidligere nævnte forbindelse med spyd har nærmere karakter af en efterrationalisering.
Efter at Syditalien var kommet under spansk herredømme, og efter at opdagelsen af Amerika havde vendt handelen mod vest, gik det tilbage for Lanciano. Til sidst, i 1640, mistede den sin administrative status og blev underlagt en lokal baron.
I 1799 tog byen del i den kortlivede frihedskrig der førte til dannelsen af den Napolitanske Republik i 1799. Byens borgere tog også del i opstandene mod Napolis Bourbon-konger i 1848, 1849 og 1853. I 1860 stemte byen sig ind i det nye kongerige Italien.
Under 2. verdenskrig var den et af de aktive centre for den italienske modstandsbevægelse mod den tyske besættelse. Den 6. oktober 1943 gik borgere fra byen til angreb på tyske soldater, efter at tyskerne havde foretaget en brutal offentlig henrettelse af den tilfangetagne partisan Trentino La Barba. Angrebet kostede 10 unge italienere livet, og tyskerne, der havde mistet 47 soldater, henrettede yderligere 12 civile som straf over byen. I 1952 fik Lanciano den italienske tapperhedsmedalje af guld af republikkens præsident Luigi Einaudi.

## Befolkningsudvikling
Indbyggertallet i Lanciano er omtrent fordoblet siden Italiens samling i 1861.

## Seværdigheder
- Katedralen Santa Maria del Ponte ("Jomfru Maria fra broen") hedder sådan fordi den er bygget på et sted hvor der oprindelig lå en bro. Broen blev ødelagt ved et jordskælv, og da man gik i gang med at genopbygge den, fandt man i 1088 en statue med madonna og barn. Det blev betragtet som et mirakel, og der blev opført en kirke på stedet. Statuen er formentlig byzantinsk og fra det 8. århundrede, og den findes stadig i kirken.
- Santa Maria Maggiore, er arkitektonisk set en af de vigtigste bygninger i Abruzzo. Den er påbegyndt i 1227 og følger byggestilen for Cistercienserordenens gotiske kirker. I 1540 blev den moderniseret og udvidet i barok-stil. Indgangsportalen er fra 1317.
- San Francesco (1258), bygget oven på en eksisterende kirke fra det 7. århundrede. I højalteret opbevares relikvierne fra det eucharistiske mirakel, der fandt sted i den oprindelige kirke.
- Sant'Agostino (1270). I facaden er bevaret det originale rose-vindue og den oprindelige dør, mens interiøret er moderniseret i barok.
- Torri Montanare, er en del af den oprindelige bymur fra det 11. århundrede. Der er to tårne, hvoraf det ene er fra det 15. århundrede og giver en glimrende udsigt over området.
- Porta San Biagio fra det 11. århundrede, er den eneste bevarede byport af de oprindelige ni.

## Venskabsby
- Vaughan, Ontario, Canada

## Eksterne links
- Kommunens webside Arkiveret 16. juni 2019 hos  Wayback Machine
- Side om eucharistiske mirakler Arkiveret 3. februar 2009 hos  Wayback Machine